# Henri Gance
Henri Gance (ur. 17 marca 1888 w Paryżu, zm. 29 listopada 1953 tamże) – francuski sztangista, złoty medalista olimpijski.
Swój jedyny medal na arenie międzynarodowej wywalczył podczas letnich igrzysk olimpijskich w Antwerpii w 1920 roku. W wadze średniej zwyciężył, wyprzedzając na podium Włocha Pietro Bianchiego i Alberta Petterssona ze Szwecji. Po raz pierwszy zawody olimpijskie w podnoszeniu ciężarów podzielone zostały na kategorie wagowe, Gance został więc pierwszym w historii mistrzem olimpijskim w wadze średniej. Był to jednocześnie jego jedyny start olimpijski.
Reprezentował klub Cercle Athlétique Parisien.